# Luong Manh Hai
Luong Manh Hai (Hanói, 28 de outubro de 1981) é um jornalista, ator, diretor de cinema e produtor cinematográfico vietnamita.

## Fimografia
- De repente, vontade de chorar (2008) - Bảo Nam
- Linda a cada centímetro (2009) - Quang Hy
- Perdido no Paraíso (2011) -  Lam